# Беси Лав
Беси Лав (енгл. Bessie Love) је била америчка глумица, рођена 10. септембра 1898. године у Мидланду (Тексас), а преминула 26. априла 1986. године у Лондону (Енглеска). Номинована је за Оскара за најбољу главну глумицу за улогу у филму Бродвејска мелодија.

## Филмографија
| Улоге Беси Лав |                     |               |                 |          |
| Година         | Српски назив        | Изворни назив | Улога           | Напомена |
| 1929.          | Бродвејска мелодија |               | Хенк Махони     |          |
| 1954.          | Босонога контеса    |               | госпођа Еубанкс |          |